# Piotr Pospiełow
Piotr Nikołajewicz Pospiełow (ros. Пётр Никола́евич Поспе́лов; ur. 8 czerwca?/20 czerwca 1898 w miejscowości Kuzniecowo w guberni twerskiej, zm. 22 kwietnia 1979 w Moskwie) – radziecki polityk, sekretarz Komitetu Centralnego KPZR (1953–1960), zastępca członka Politbiura KC KPZR (1957–1961), deputowany do Rady najwyższej ZSRR (1946–1966), redaktor naczelny Prawdy (1940–1949).

## Życiorys
Od 1917 działacz partyjny i związków zawodowych w Twerze, studiował w Moskiewskiej Akademii Rolniczej w Moskwie. Od 1918 wykonywał polecenia władz partyjnych na Syberii i na Uralu, po zajęciu Czelabińska przez wojska antykomunistyczne działał w konspiracji jako członek Centralnego Biura Związków Zawodowych. Działał również w bolszewickiej partyzantce na Syberii. W 1920 skierowany do pracy partyjnej w Twerze i Nowogrodzie. Od 1931 pracownik redakcji pism „Bolszewik” i „Prawda”. Od 1937 zastępca szefa Wydziału Propagandy KC WKP(b). Brał udział w redagowaniu Krótkiego kursu historii WKP(b). Był jednym z kompilatorów książki Józef Stalin. Krótka biografia (1947). W latach 1940–1949 był redaktorem naczelnym "Prawdy". Zaangażowany w pisanie artykułów wychwalających Stalina i w fałszowanie historii ruchu komunistycznego w Rosji i wojny domowej w Rosji. Od 1946 do 1966 był deputowanym do Rady Najwyższej ZSRR Od 5 marca 1953 do 4 maja 1960 sekretarz KC KPZR, a od 29 czerwca 1975 do 17 października 1961 zastępca członka Politbiura KC KPZR. Uczestniczył w przygotowywaniu przemówienia Ławrientija Berii na pogrzebie Stalina w 1953. Mimo że wielokrotnie okazywał swoje fanatyczne oddanie Stalinowi, podczas walk o władzę w KPZR po śmierci Stalina w 1953 poparł Chruszczowa. W okresie 1961–1967 był dyrektorem Instytutu Marksizmu-Leninizmu przy KC KPZR. Został pochowany na Cmentarzu Nowodziewiczym.

## Odznaczenia i nagrody
- Order Lenina (sześciokrotnie)
- Nagroda Stalinowska (1943)
- Tytuł Bohatera Pracy Socjalistycznej (1958)
- Order Rewolucji Październikowej
- Order Wojny Ojczyźnianej II klasy
- Order Przyjaźni Narodów
- Złoty Medal Karola Marksa Akademii Nauk ZSRR (1972)